# Кубадин
Кубадин (болг. Кубадин) — село в Болгарии. Находится в Бургасской области, входит в общину Средец.

## Политическая ситуация
Кубадин подчиняется непосредственно общине и не имеет своего кмета.
Кмет (мэр) общины Средец — Тодор Пройков Станчев (Болгарская социалистическая партия (БСП)) по результатам выборов в правление общины.